# NGC 819
NGC 819 في الفهرس العام الجديد، هي مجرة، تقع في كوكبة المثلث. اكتشفت في 20 سبتمبر 1865 بواسطة هاينريش لويس دريست.

## روابط خارجية

NGC 819

- NGC 819 على موقع ويكي سكاي: DSS2, SDSS, GALEX, IRAS, Hydrogen α, X-Ray, Astrophoto, Sky Map, Articles and images